# Eburia thoracica
Eburia thoracica es una especie de escarabajo longicornio del género Eburia, tribu Eburiini, familia Cerambycidae. Fue descrita científicamente por White en 1853.
Se distribuye por Curazao, Saint Croix, Saint John, Saint Thomas (Islas Vírgenes) y Surinam.

## Descripción
La especie mide 11-21 milímetros de longitud. El período de vuelo ocurre en los meses de enero, abril, mayo, junio, agosto, septiembre, octubre, noviembre y diciembre.